# Bockholmen (vid Norrkullalandet, Sibbo)
För andra betydelser, se Bockholmen (olika betydelser).
Bockholmen är en ö i Finland. Den ligger i Finska viken och i kommunen Sibbo i den ekonomiska regionen  Helsingfors i landskapet Nyland, i den södra delen av landet. Ön ligger omkring 21 kilometer öster om Helsingfors.
Öns area är 1,1 hektar och dess största längd är 160 meter i nord-sydlig riktning. Ön höjer sig omkring 15 meter över havsytan.